# ناحیه ادامز، شهرستان چامپن، اوهایو
ناحیه ادامز، بخش چامپن، اوهایو (به انگلیسی: Adams Township, Champaign County, Ohio) در ایالات متحده آمریکا است که در اوهایو واقع شده‌است.

## خصوصیات
ناحیه ادامز ۸۰٫۵ کیلومترمربع مساحت و ۱٬۱۰۰ نفر جمعیت دارد و ۳۴۸ متر بالاتر از سطح دریا واقع شده‌است.